# Watari (Miyagi)
Watari (亘理町 Watari-chō?) es un pueblo localizado en la prefectura de Miyagi, Japón. En octubre de 2018 tenía una población de 33.090 habitantes y una densidad de población de 450 personas por km². Su área total es de 73,60 km².

## Geografía

### Municipios circundantes
- Prefectura de Miyagi
  - Iwanuma
  - Kakuda
  - Yamamoto
  - Shibata

## Demografía
Según datos del censo japonés, la población de Watari se ha mantenido estable en los últimos años.
| Año del censo | Población |
| ------------- | --------- |
| 1995          | 33.034    |
| 2000          | 34.770    |
| 2005          | 35.132    |
| 2010          | 34.845    |
| 2015          | 33.589    |